# 권응수장군유물-장검
권응수장군유물-장검(權應銖將軍遺物-長劍)은 경상남도 진주시 남강로 626-35, 국립진주박물관에 있는 16세기 장검이다. 1980년 8월 23일 대한민국의 보물 제668-4호로 지정되었다. 임진왜란 때 권응수 장군이 일본 장수에게서 빼앗은 물건으로, 장검 손잡이에 다이에이 원년(大永元年, 1521년)이라고 쓰여 있다. 2020년을 기준으로 대한민국의 보물들 중에서 한국과 문화의 연관성이 전혀 없는 유물은 고대 그리스 청동 투구(베를린 올림픽 손기정 선수의 부상) 및 강화 전등사 철종(중국 종)과 함께 단 3개뿐이다.

## 같이 보기
- 권응수

## 참고 자료
- 권응수장군유물-장검 - 국가유산청 국가유산포털